# سیلوستر سابولچکی
سیلوستر سابولچکی (کرواتی: Silvester Sabolčki; ۱۲ نوامبر ۱۹۷۹ – ۳۰ مهٔ ۲۰۰۳) بازیکن فوتبال اهل کرواسی بود.
از باشگاه‌هایی که در آن بازی کرده‌است می‌توان به باشگاه فوتبال دینامو زاگرب و باشگاه فوتبال واراژدین (۲۰۱۵–۱۹۳۱) اشاره کرد.
وی همچنین در تیم‌های ملی فوتبال زیر ۲۰ سال کرواسی، زیر ۲۱ سال کرواسی، و کرواسی بازی کرده‌است.